# 國立政治大學傳播學院

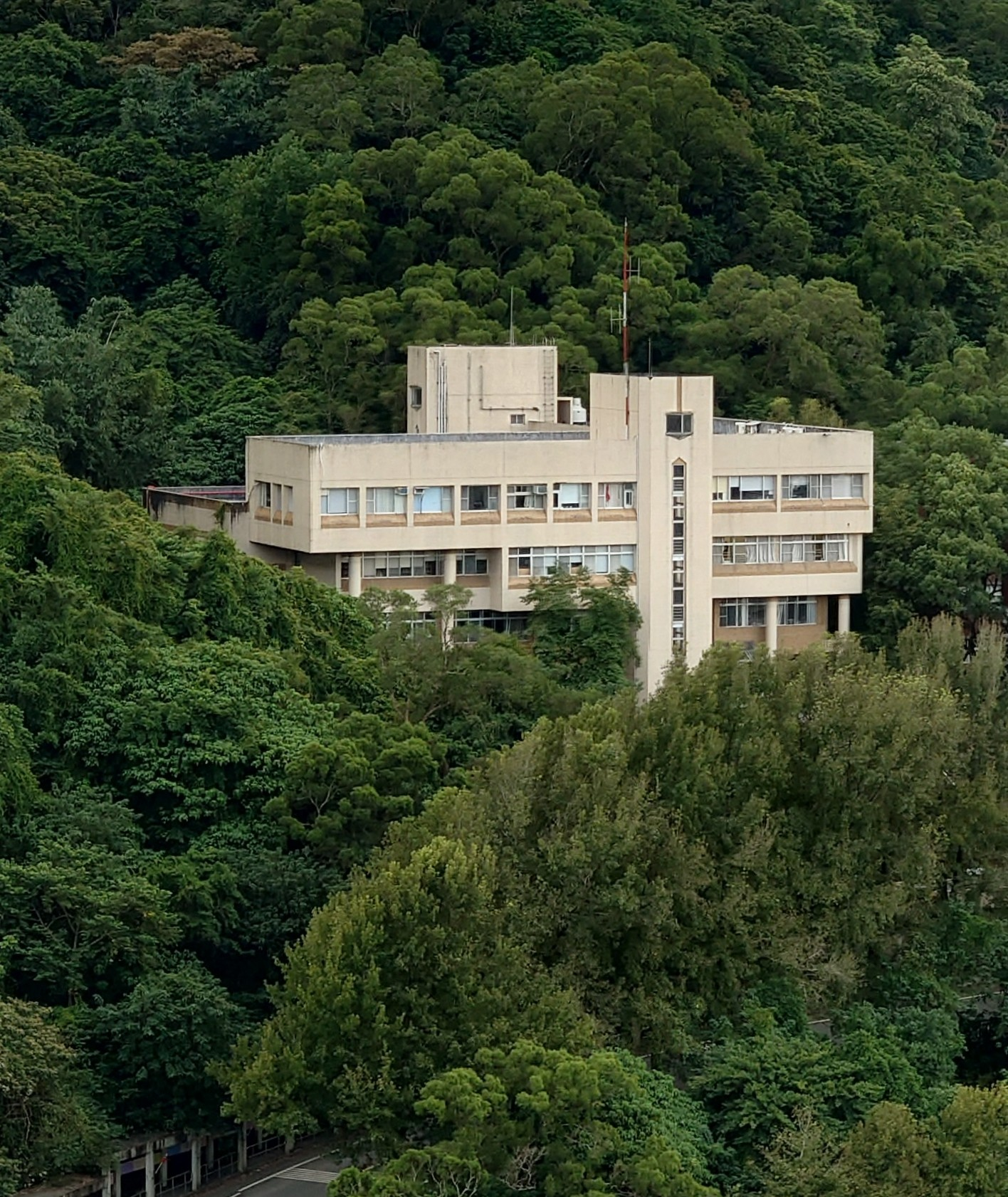
傳播學院院館大樓，位於政大山上校區

國立政治大學傳播學院（英語：College of Communication, National Chengchi University）為國立政治大學的學院之一，台灣歷史最悠久之傳播教育學府，其前身可上溯設立於1935年中央政治學校內的「新聞學系」。該院目前設有大學部3個主要學系與研究部。

## 歷史
政大傳院前身是中華民國國民政府所設立由中央政治學校（國立政治大學前身）與美國哥倫比亞大學於重慶合辦的新聞學院，專門訓練國際新聞人員，當時與上海復旦大學、北京燕京大學合稱為中國三大新聞教育學府。1949年，中華民國政府撤退來台，新聞研究所隨國立政治大學於1954年在台北縣木柵鄉復校復所，曾虛白接任所長，隔年恢復大學部；1957年隸屬法學院，1961年改隸文理學院，70年代陸續成立博士班、廣告學系、廣播電視學系，於1989年獨立成為傳播學院。

### 沿革
在臺復校後

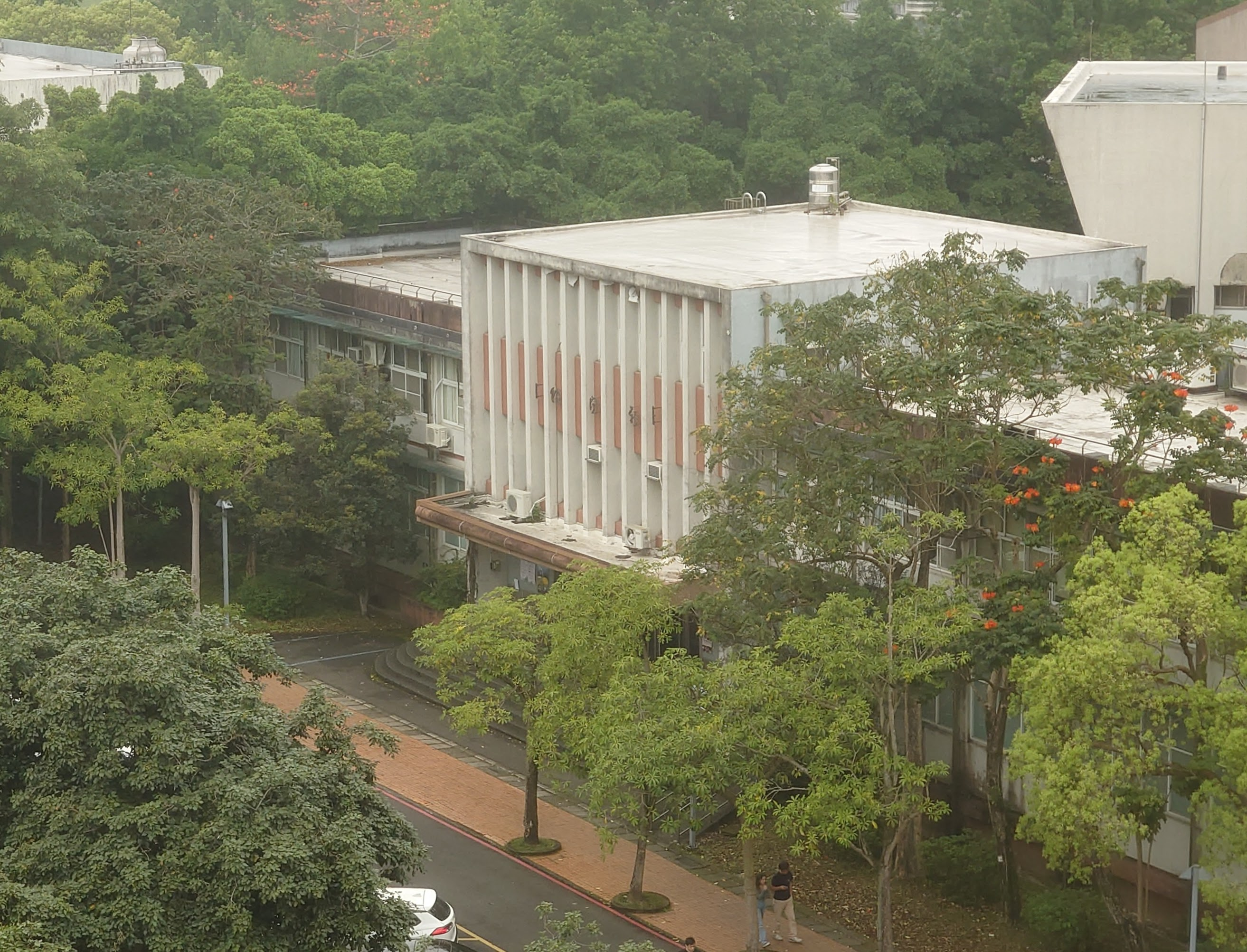
位於山下校區的新聞館，為政大第一間系館，目前由傳播學院大學部共同使用

- 1954年：政大於現址復校，新聞研究所為復校的4個研究所之一，隔年恢復大學部。
- 1983年：新聞所增設博士班。
- 1987年：廣告學系成立。
- 1988年：廣播電視學系成立。
- 1989年：3系獨立成為傳播學院（原隸屬文理學院）。
- 1996年：增設廣電系碩士班、廣告系碩士班。
- 1998年：大學部實施學程制。
- 2000年：增設新聞學系碩士在職專班，後更名為「傳播學院碩士在職專班」。
- 2006年：成立「國際傳播英語碩士學位學程」、實施政治大學傳播學院頂尖大學計畫。
- 2007年：成立「傳播學士學位學程」。
- 2008年：碩士班實施學程制。
- 2009年：與理學院合作成立「數位內容碩士學位學程」。
- 2011年：成立研究部、招收中國籍研究生。
- 2014年：大學部實施「大一大二不分系」。研究部新聞所、廣告所、廣電所合併為「傳播碩士學位學程」。
- 2019年：大學部招收自然組學生。

### 歷任院長
| 姓名           | 任職日期      | 離職日期      |
| -------------- | ------------- | ------------- |
| 閻沁恆         | 1989年8月1日  | 1992年7月31日 |
| 潘家慶         | 1992年8月1日  | 1995年7月31日 |
| 鄭瑞城         | 1995年8月1日  | 1998年7月31日 |
| 王石番         | 1998年8月1日  | 2001年7月31日 |
| 翁秀琪         | 2001年8月1日  | 2004年7月31日 |
| 羅文輝         | 2004年8月1日  | 2007年7月31日 |
| 鍾蔚文         | 2007年8月1日  | 2013年7月31日 |
| 林元輝         | 2013年8月1日  | 2018年8月9日  |
| 蘇蘅（代理）   | 2018年8月10日 | 2019年7月31日 |
| 郭力昕         | 2019年8月1日  | 2022年7月31日 |
| 陳憶寧         | 2022年8月1日  | 2024年7月31日 |
| 許志堅（代理） | 2024年8月1日  | 現任          |

## 系所課程
政大傳院設有大學部和研究部：大學部自2014年開始採大一大二不分系，大三分流至新聞學系、廣告學系、廣播電視學系；研究部則有傳播碩士學位學程、數位內容碩士學位學程、國際傳播英語碩士學位學程、EMA在職專班、以及傳播博士班。分別授予學士、碩士、博士學位。
另外，政大傳院亦與國內主要媒體簽約，實施產學合作和實習制度，學生可評估個人學習計畫，申請於學期間或寒暑假至業界學習相關實務工作。

## 學術研究
傳院教師與學生會在教學之餘，組成研究群進行研究討論，研究領域包含：新的敘事型態、新的使用者體驗、風險社會下的傳播問題、未來傳播權：政策、權利與倫理、新素養等領域。
學術刊物方面，新聞學系於1967年5月創辦《新聞學研究》（Mass Communication Research）中文學術期刊，1995年第50期起全文上網，1999年轉型季刊發行（每年1、4、7、10月出刊）至今，收錄「臺灣社會科學引文索引核心期刊」（TSSCI）第一級期刊，亦為 Communication Institute for Online Scholarship（CIOS）傳播期刊資料庫、荷蘭 Elsevier 資料庫、公開取用期刊資料庫（DOAJ）之索引期刊。歷年榮譽包括：國家圖書館2016年最具影響力人社期刊傳播類第一名、2019年傳播學門「知識傳播獎」（臺灣出版之中文期刊近30年來被期刊、學位論文、專書、專書論文等四種類型文獻引用之總數最多）與「知識影響力獎」（為臺灣出版之中文期刊「107年之5年影響係數」最高），2021年「臺灣學術資源影響力獎」傳播學門「期刊長期傳播獎」第一名。
廣播與電視學系於1992年7月開始發行《廣播與電視》（Journal of Radio & Television Studies）學術期刊，2019年年底因應新媒體環境，由主編林翠娟教授進行期刊定位與網站改版，英文期刊更名為Journal of Audio-visual Media and Technologies，轉型為中英雙語期刊，涉及廣播、電視、電影、攝影、錄影、新媒體及網際網路等領域，每年3月、9月出刊。
廣告學系於1994年創刊《廣告學研究》（Journal of Advertising Research），榮獲2021年「臺灣學術資源影響力獎」傳播學門「期刊長期傳播獎」第三名。

## 實習單位
資訊與媒體整合實驗中心（Center of Media and Information），簡稱「整合實驗中心」，統籌以下媒體實驗室。各實驗單位均實施助理制度，使學生可從做中學進行實務活動，產出具體成果。為強化學生數位傳播技能，數位平台和影音實驗室定期開設教學工作坊，供學生進修。
- 新聞與媒體實驗室：為新聞系實習報社，發行《大學報》。
- 政大之聲實習廣播電台：「政大之聲」為學術電台（FM88.7），致力為文山區帶來活力資訊。
- 傳播學院劇場：成立「麥高芬劇團」。
- 數位平台：提供傳院師生資訊基礎服務的單位，並提供軟體工作坊教學，培育傳院同學資訊與設計技能。
- 影音實驗室：提供影音技能工作坊與相關空間。
- 研究導向實驗室

## 空間設備
政大傳院所屬空間分布政大校內多處。山下校區有1961年完工的「新聞館」，由當時監察院院長于右任啟鑰，並收到美國總統約翰·甘迺迪賀函，目前為各系系辦公室所在；另外，大勇樓3樓為傳播學院電腦室，4樓為研討教室、碩士班研究室。山上校區有1990年落成的「傳播學院」，2樓設有「劇場」，3樓有「圖書分館」，自1972年成立至今，典藏傳播專書超過35,000本，擁有國內最豐富的傳播專業相關館藏。
2011年，因應「數位內容學程」成立一週年，傳院於山上校區「藝文中心」二樓設立「數位藝術中心」，提供學生多媒體創作展示空間。另為營造生活情境供傳播行為研究之參考，傳院模擬居家空間建置「研究導向實驗室」，2012年起開放相關研究與實務界申請使用。

## 國際合作
日本
- 東京大學大學院情報學環
- 慶應義塾大學法學院新聞媒體與傳播研究中心

- 東國大學影像與文化研究院
- 全南大學社會科學學院

 新加坡
- 新加坡南洋理工大學傳播與信息學院

 泰國
- 朱拉隆功大學傳播藝術學院
- 全南大學社會科學學院

 西班牙
- 拉曼魯爾大學（Ramon Llull University（页面存档备份，存于））傳播學院

香港
- 香港中文大學新聞與傳播學院
- 香港浸會大學傳理學院
- 香港城市大學媒體與傳播系

 中华人民共和国
- 上海交通大學媒體與設計學院
- 中山大學傳播與設計學院
- 中國人民大學新聞學院
- 中國傳媒大學廣告學院
- 武漢大學新聞與傳播學院
- 南京大學新聞傳播學院
- 廈門大學新聞傳播學院
- 中國社會科學院新聞與傳播研究所
- 復旦大學新聞學院
- 浙江大學傳媒與國際文化學院
- 暨南大學新聞與傳播學院

## 外部連結
- 國立政治大學傳播學院（页面存档备份，存于）